# Tour Down Under 1999
De Tour Down Under 1999 (Engels: 1999 Jacob's Creek Tour Down Under) was de eerste editie van de meerdaagse wielerwedstrijd die in en rondom Adelaide in Australië werd gehouden. Deze editie vond plaats van dinsdag 19 tot en met zondag 24 januari 1999.
De eerste overwinning bleef in Australië. Stuart O'Grady, lid van de Franse Credit Agricole-formatie, won de zesdaagse etappekoers met 21 seconden voorsprong op de Deen Jesper Skibby en 35 seconden voorsprong op de Zweed Magnus Bäckstedt.

## Startlijst
Er namen twaalf ploegen deel, die met elk acht renners aan de start verschenen.
| Arfil                | Palmans-Ideal          | BigMat-Auber 93 | Lampre-Daikin      |
| AIS                  | Team Deutsche Telekom  | Casino          | Saeco              |
| Sun-Smart World Team | Team Home-Jack & Jones | Crédit Agricole | ONCE-Deutsche Bank |

## Etappe-overzicht
| etappe | datum      | start         | finish        | afstand  | winnaar           | klassementsleider |
| ------ | ---------- | ------------- | ------------- | -------- | ----------------- | ----------------- |
| 1e     | 19 januari | Adelaide      | Adelaide      | 42,5 km  | Nicolay Bo Larsen | Nicolay Bo Larsen |
| 2e     | 20 januari | Norwood       | Strathalbyn   | 138,5 km | Erik Zabel        | Erik Zabel        |
| 3e     | 21 januari | Glenelg       | Victor Harbor | 149,5 km | Stuart O'Grady    | Stuart O'Grady    |
| 4e     | 22 januari | Port Adelaide | Gawler        | 149,5 km | Erik Zabel        | Stuart O'Grady    |
| 5e     | 23 januari | Nuriotoopa    | Tanunda       | 162,0 km | Stuart O'Grady    | Stuart O'Grady    |
| 6e     | 24 januari | Adelaide      | Adelaide      | 120,0 km | Graeme Miller     | Stuart O'Grady    |

## Etappe-uitslagen
| rang | renner                  | land | tijd    |
| ---- | ----------------------- | ---- | ------- |
| 1    | Nicolay Bo Larsen       | DEN  | 1:07.35 |
| 2    | Henk Vogels             | AUS  | zt      |
| 3    | Rolf Aldag              | GER  | zt      |
| 4    | Jamie Drew              | AUS  | zt      |
| 5    | Franky Van Haesebroucke | BEL  | zt      |

| rang | renner                         | land | tijd    |
| ---- | ------------------------------ | ---- | ------- |
| 1    | Erik Zabel                     | GER  | 3:41.01 |
| 2    | Mario Traversoni               | ITA  | zt      |
| 3    | Stuart O'Grady                 | AUS  | zt      |
| 4    | Miguel Ángel Martín Perdiguero | AUS  | zt      |
| 5    | Stéphane Barthe                | FRA  | zt      |

| rang | renner                  | land | tijd    |
| ---- | ----------------------- | ---- | ------- |
| 1    | Stuart O'Grady          | AUS  | 3.42.12 |
| 2    | Duncan Smith            | AUS  | + 0.05  |
| 3    | Jesper Skibby           | DEN  | + 0.05  |
| 4    | Magnus Bäckstedt        | SWE  | + 0.05  |
| 5    | Franky Van Haesebroucke | BEL  | + 1.51  |

| rang | renner        | land | tijd    |
| ---- | ------------- | ---- | ------- |
| 1    | Erik Zabel    | GER  | 3:53.08 |
| 2    | Graeme Miller | NZL  | zt      |
| 3    | Ján Svorada   | CZE  | zt      |
| 4    | Brett Aitken  | AUS  | zt      |
| 5    | Lauri Aus     | EST  | zt      |

| rang | renner             | land | tijd    |
| ---- | ------------------ | ---- | ------- |
| 1    | Stuart O'Grady     | AUS  | 3:59.53 |
| 2    | Christian Andersen | DEN  | zt      |
| 3    | Jean-Marc Rivière  | FRA  | zt      |
| 4    | Nicolay Bo Larsen  | DEN  | zt      |
| 5    | Massimiliano Mori  | ITA  | zt      |

| rang | renner           | land | tijd    |
| ---- | ---------------- | ---- | ------- |
| 1    | Graeme Miller    | NZL  | 2:40.25 |
| 2    | Stuart O'Grady   | AUS  | zt      |
| 3    | Erik Zabel       | GER  | zt      |
| 4    | Magnus Bäckstedt | SWE  | zt      |
| 5    | Roger Hammond    | GBR  | zt      |

## Eindklassementen
| Plaats    | Naam                 | Ploeg                         | Tijd      |
| --------- | -------------------- | ----------------------------- | --------- |
| Gele trui | Stuart O'Grady       | Crédit Agricole               | 19u03'47" |
| 2         | Jesper Skibby        | Team Home-Jack & Jones        | + 00' 21" |
| 3         | Magnus Bäckstedt     | Crédit Agricole               | + 00' 35" |
| 4         | Duncan Smith         | Australian Institute of Sport | + 01' 03" |
| 5         | Christian Andersen   | Team Home-Jack & Jones        | + 02' 10" |
| 6         | Nicolay Bo Larsen    | Team Home-Jack & Jones        | + 02' 15" |
| 7         | Jean-Marc Rivière    | Sun-Smart World Team          | + 02' 16" |
| 8         | Aleksandr Vinokoerov | Cofidis                       | + 02' 17" |
| 9         | Massimiliano Mori    | Saeco                         | + 02' 18" |
| 10        | Rolf Aldag           | Team Deutsche Telekom         | z.t.      |
|           |                      |                               |           |
| 24        | Karl Pauwels         | Palmans-Ideal                 | + 04' 53" |

| Plaats      | Naam           | Ploeg                | Punten |
| ----------- | -------------- | -------------------- | ------ |
| Blauwe trui | Brett Aitken   | Palmans-Ideal        | 44     |
| 2           | Stuart O'Grady | Crédit Agricole      | 44     |
| 3           | Graeme Miller  | Sun-Smart World Team | 36     |

| Plaats     | Naam               | Ploeg                  | Punten |
| ---------- | ------------------ | ---------------------- | ------ |
| Witte trui | Christian Andersen | Team Home-Jack & Jones | 94     |
| 2          | Warren Jennings    |                        | 74     |
| 3          | Stuart O'Grady     | Crédit Agricole        | 52     |

| Plaats      | Naam               | Ploeg | Tijd      |
| ----------- | ------------------ | ----- | --------- |
| Zwarte trui | Cadel Evans        |       | 19u06'05" |
| 2           | Salvatore Commesso | Saeco |           |
| 3           | Matthew Wilson     |       |           |

| Plaats | Ploeg                  | Tijd |
| ------ | ---------------------- | ---- |
|        | Team Home-Jack & Jones |      |
| 2      |                        |      |
| 3      |                        |      |

1999 · 
2000 · 
2001 · 
2002 · 
2003 · 
2004 · 
2005 · 
2006 · 
2007 · 
2008 · 
2009 · 
2010 · 
2011 · 
2012 · 
2013 · 
2014 · 
2015 · 
2016 · 
2017 · 
2018 · 
2019 · 
2020  · 
2021-2022 · 
2023 · 2024 · 2025